# Derek Michael Besant
Pour les articles homonymes, voir Besant (homonymie).
Derek Michael Besant (né en 1950) est un artiste canadien vivant à Calgary, en Alberta, qui, depuis les années 1980, a créé des estampes, des aquarelles, des sculptures et des œuvres d'art à grande échelle, présentées dans des expositions et dans le cadre de projets d'art public au Canada et à l'étranger. Depuis le milieu des années 1990, il a développé son travail avec les nouvelles technologies disponibles en imagerie photographique pour créer des tirages expérimentaux et des installations d'impressions.

## Biographie

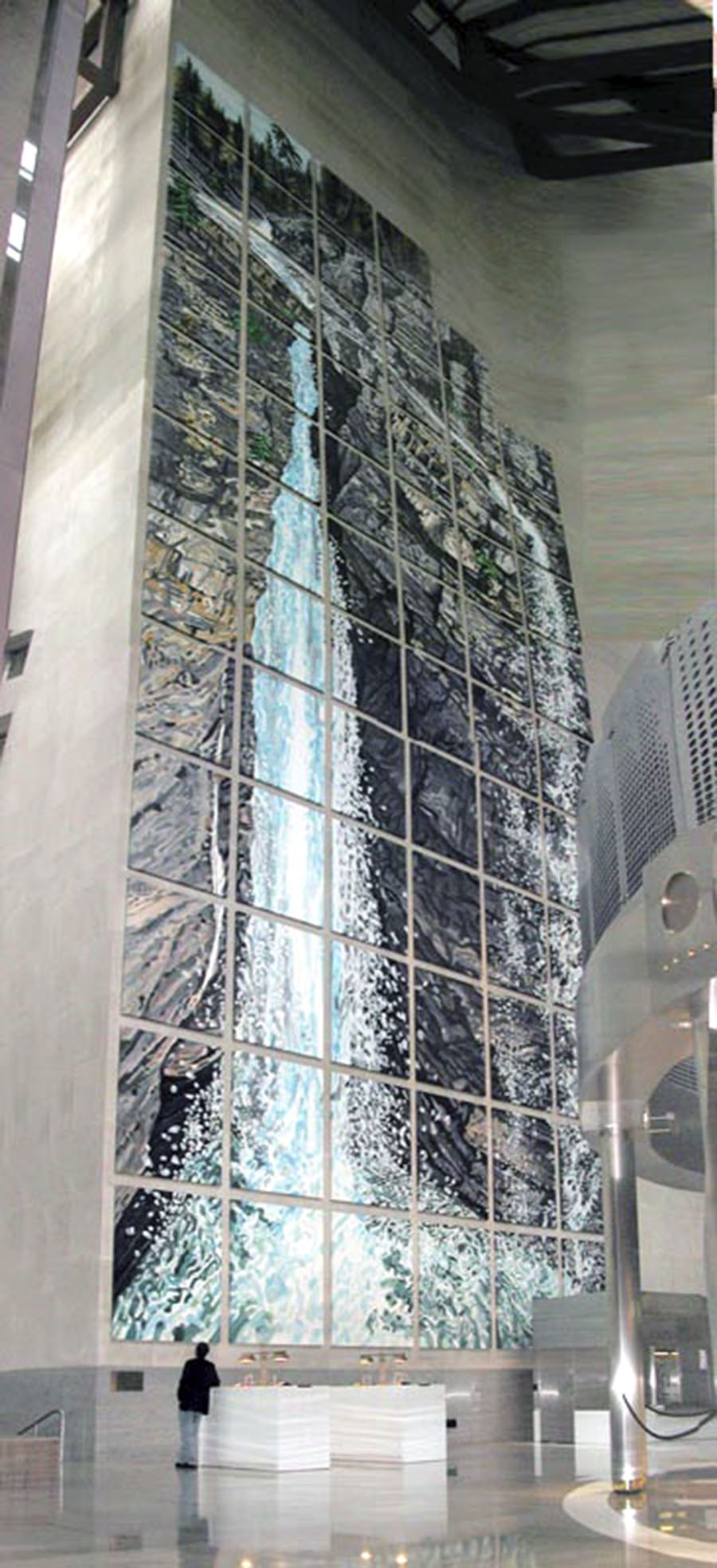
Waterfall (1989), Scotia Plaza, Toronto. Époxy UV sur grille de toile.

Derek Michael Besant naît en 1950 dans l'Alberta, au Canada.
Il étudie à l'Université de Calgary, où il obtient un Bachelor of Fine Arts en 1973 et poursuit ses études supérieures en 1974. Il conçoit des expositions pour le musée Glenbow entre 1973 et 1977 puis dans les galeries d'art et les espaces des musées, ainsi que des catalogues et des expositions itinérantes.
L'Université d'Arts de l'Alberta (en) l'invite à enseigner au département de dessin et des beaux-arts en 1977. Il y enseigne pendant quarante ans et prend sa retraite en 2017. Il est chef du département de dessin entre 1979 et 1993. Depuis 1980, il est également chargé de cours à l'Université d'État du Texas à San Marcos.

## Commissions

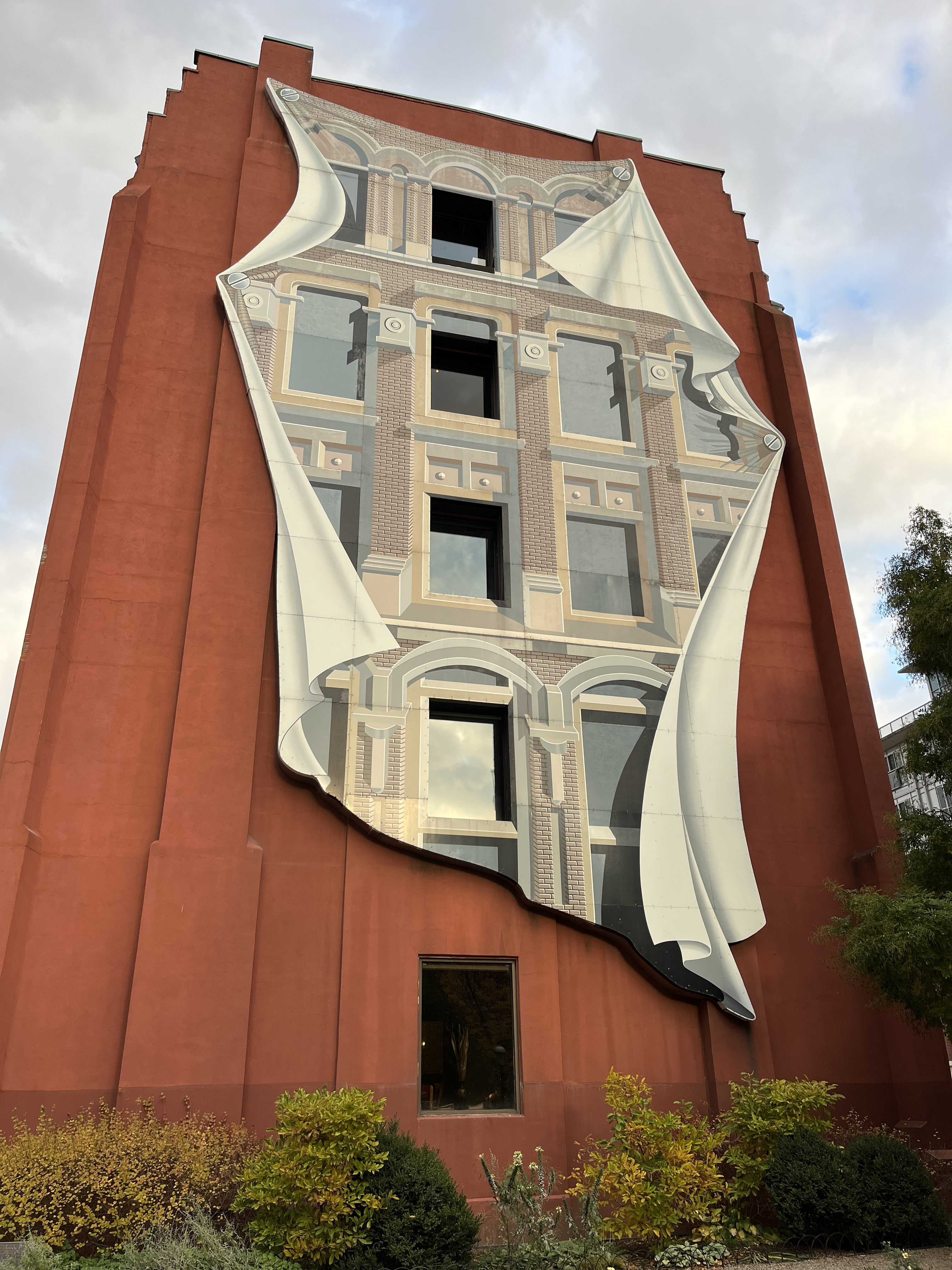
The Flatiron Mural (1980), Gooderham Building, Toronto.

Ses commandes publiques les plus notables sont : The Flatiron Mural en 1980 derrière l'emblématique Gooderham Building de Toronto sur Front Street ; Waterfall, une cascade tombant sur 15 étages à l'intérieur de l'atrium de Scotia Plaza à King & Bay en 1989, deux peintures murales pour le World Trade Center aux 58e et 8e Manhattan Cineplex de New York en 1989, et Train of Thought, une série de portraits à la station uOttawa de l'O-Train d'Ottawa en 2018,,.

## Expositions publiques notables
Besant a fait partie de la représentation du Canada à la Biennale de Charjah en 2003, a exposé aux Émirats arabes unis, au Goldsmiths College de l'Université de Londres, au Japan Media Arts Festival, au Musée métropolitain de la photographie de Tokyo, à la conférence internationale SIGGRAPH 2004 sur l'imagerie informatique et les technologies interactives, à Los Angeles, ainsi que dans de nombreuses autres expositions internationales depuis, y compris des expositions personnelles telles que 15 Restless Nights (2008), Body Of Water (2008) et The End Of Language (2011) qui ont été présentées dans diverses galeries à Canada, ainsi qu'à Édimbourg, Madrid, Tokyo et Cambridge, au Royaume-Uni, entre autres.
En 2018, pour l'exposition The Dark Woods (Revisited), organisée par Lubos Culen pour la Vernon Public Art Gallery à Vernon (Colombie-Britannique), il crée des images à grande échelle (bien que délibérément légèrement floues) en utilisant l'impression par transfert thermique UV qui contenait des fragments intégrés du texte d'un livre d'Alberto Pérez-Gómez (en), accompagnés d'une projection vidéo d'environnements de bois sombres.
En 2020, son exposition Drawing Conclusions, dans laquelle il utilise les technologies d'encre lenticulaire et latex UV pour enregistrer des chantiers de construction architecturale, est présentée à la Biennale internationale de gravure du Duoro qui s'est tenue au Musée de Côa, à Vila Nova de Foz Côa, dans le nord du Portugal. Il continue, malgré la pandémie de Covid-19, à participer à des projets internationaux tels que, en 2021, le développement de cinq images gravées à grande échelle qui faisaient écho à ses travaux antérieurs tirés de Unmade hotel beds as landscape qui ont été installés au Musée de La Boverie, à Liège, en Belgique, dans son Exposition triennale de gravure.
En 2022, la 3e Triennale numérique internationale Müvészeti présente sa nouvelle production vidéo Faultline à Budapest, en Hongrie, et il fait partie des 16 artistes internationaux chargés de produire de nouvelles installations artistiques in situ sur le thème de Das Paradies liegt vors Uns (Le paradis devant nous) pour le 125e anniversaire de la Bruerei Clemens Härle, au Bodensee, sur le lac de Constance, dans le sud de la Bavière, en Allemagne. Également en 2022, il organise ANTHEM / Expressions of Canadian Identity, une exposition présentant de nouveaux livres d'artistes qui ont été créés à la Bibliotheca Alexandrina en Égypte et ouvertes à Toronto au Musée canadien des langues en 2023.
En 2023, il expose une installation vidéo intitulée Homeless, au Conseil des bibliothèques de la ville de Sydney, en Australie.

## Accueil critique
The Flatiron Mural de Besnat (1980) a été qualifiée de « symbole de la vivacité de la scène artistique contemporaine de Toronto » (Boston Globe) et, avec le bâtiment lui-même, de « lieu d'intérêt à part entière » (Toronto Star). Écrivant sur son dévoilement dans le Globe and Mail, le journaliste spécialisé dans l'art et l'architecture John Bentley Mays (en) l'a qualifié de « chef-d'œuvre d'ingénierie et triomphe artistique ».
Une critique de 1985 dans l'Edmonton Journal décrit les images de Besant de « structures au milieu d'environnements schématiques » comme « inhabituelles et hautement individuelles » et « suffisamment dramatiques pour transcender l'ordinaire et encourager une enquête visuelle approfondie ».

## Controverse
En 2017, une enquête a été ordonnée par la ville de Calgary sur des allégations selon lesquelles Besant aurait plagié le contenu d'une installation d'art public temporaire,. Besant s'est excusé et l'œuvre murale a été retirée.

## Prix et distinctions
- Membre de l'Académie royale des arts du Canada (1978)[17]
- Prix du Gouverneur général de l'Alberta en art (1980)
- Prix de la culture mondiale en recherche sur les arts et les lettres de Milan, Italie (1983)[1]
- Concours de sculpture signature (100 000 $), Université Mount Royal (1989)[18]
- Prix d'excellence en art du lieutenant-gouverneur de l'Alberta (1999)
- Prix des anciens élèves distingués de l'Université de Calgary (1999)[1]
- Prix spécial pour une contribution remarquable aux arts graphiques du monde, Bitola, Macédoine (2018)
- Membre de la Société des Artistes Autrichiens, Künstlerhaus, Vienne, Autriche
- Membre du comité de rédaction de Printmaking Today, Londres, Royaume-Uni.